# Єктенія

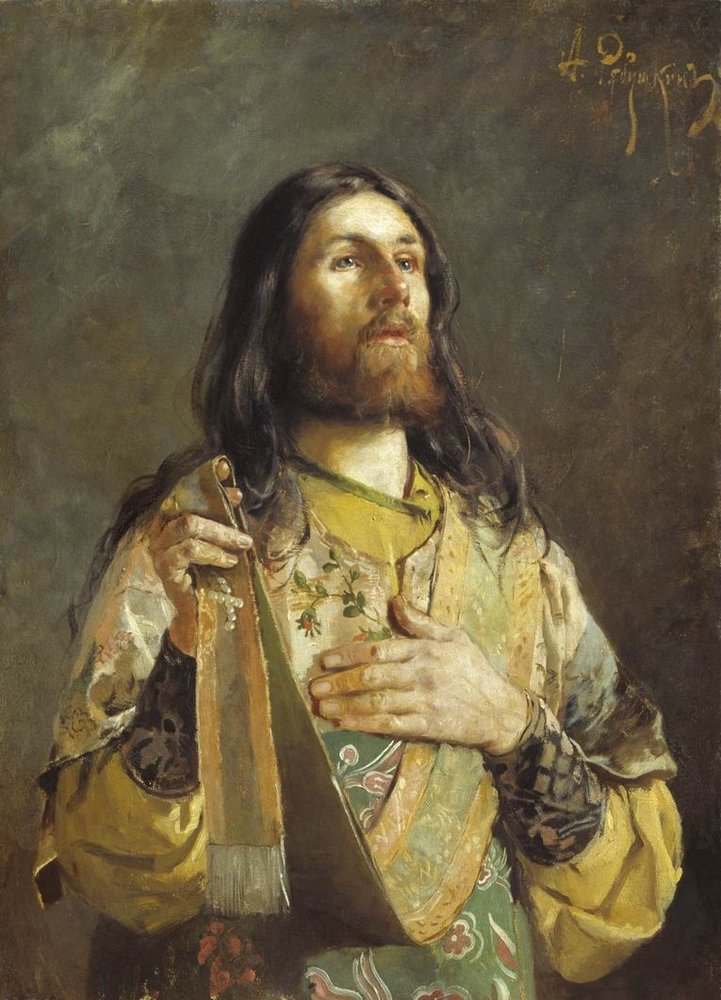
диякон, читаючи єктенію

Єкте́нія або ектенія (з дав.-гр ἐκτενής — ревність) — сукупність молитов з проханнями і зверненнями до Бога, які від імені вірних читає диякон чи священник під час кожного богослужіння.
Найвживаніших єктеній п'ять:
1. Велика або мирна єктенія (Η μεγάλη συναπτή; τα ειρηνικά), яка починається словами «У мирі Господу помолімось». Вона має багато молінь і прохань, і після кожного з них співається: «Господи, помилуй!»
2. Мала єктенія (гр. Μικρὴ Συναπτή) — це скорочення великої. Вона починається словами: «Ще і ще у мирі Господу помолімось!» і має всього два прохання.
3. Сугуба (посилена) єктенія (гр. ἐκτενὴς)починається словами: «Помилуй нас, Боже, з великої милості Твоєї, молимося Тобі, вислухай і помилуй». На кожне прохання сугубої єктенії хор відповідає триразовим: «Господи, помилуй!» Тому сама єктенія називається сугубою, або посиленою.
4. Прохальна[2] єктенія (гр. αἰτήσεις; Δέησις; Πληρωτικά) починається словами: «Доповнімо (доведемо до повноти) молитву (ранню чи вечірню) нашу Господеві». Після кожного благання, крім перших двох, хор співає: «Подай, Господи!»
5. Єктенія за спочилих складається з прохань до Господа, щоб Він упокоїв у Царстві Небесному душі померлих, простивши їм усі гріхи.

Кожна єктенія закінчується виголосом священика, який прославляє Пресвяту Тройцю.